# Boppard Hauptbahnhof
Boppard Hauptbahnhof ist der wichtigste Bahnhof der Stadt Boppard und befindet sich am Rand der Innenstadt unweit des Rheins. Als Trennungsbahnhof liegt er zum einen an der linken Rheinstrecke von Köln nach Mainz, zum anderen ist er Ausgangspunkt der Hunsrückbahn nach Emmelshausen. Er besitzt drei Bahnsteiggleise. Das denkmalgeschützte Empfangsgebäude aus dem Jahr 1859 wurde im Jahr 1989 abgebrochen.
Der Besitzer des Bahnhofs ist die DB InfraGO. Von den auf der linken Rheinstrecke verkehrenden Zügen des Schienenpersonenfernverkehrs halten täglich einige wenige Intercitys im Hauptbahnhof, im Schienenpersonennahverkehr wird er von zwei Regional-Express-Linien und zwei Regionalbahnlinien bedient.
Neben dem Hauptbahnhof gibt es noch fünf weitere Bahnstationen in Boppard. Die ehemaligen Bahnhöfe Boppard-Buchholz und Boppard-Bad Salzig wurden zu Haltepunkten zurückgebaut.

## Lage

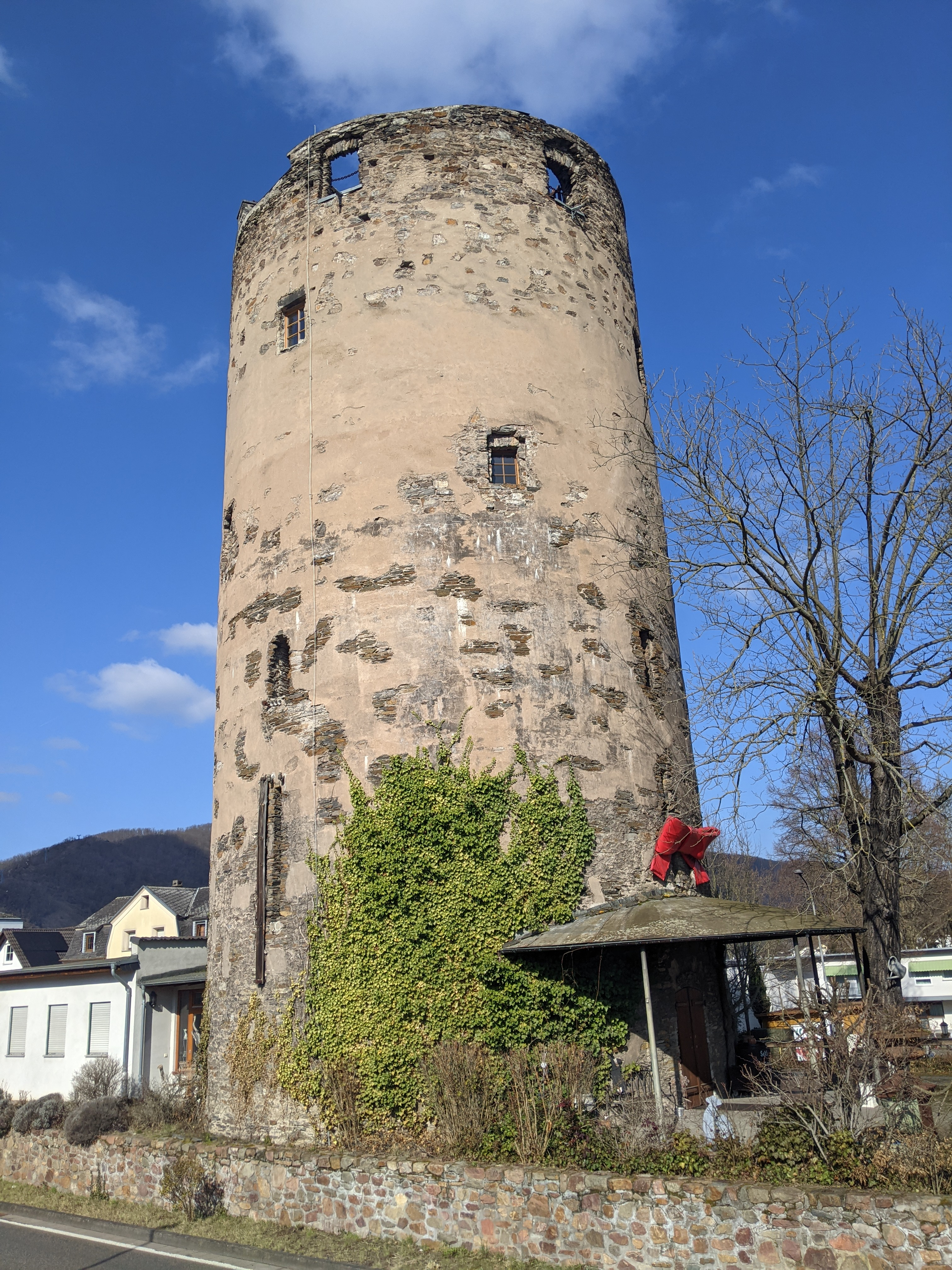
Säuerlingsturm, Blick vom Bahnsteig

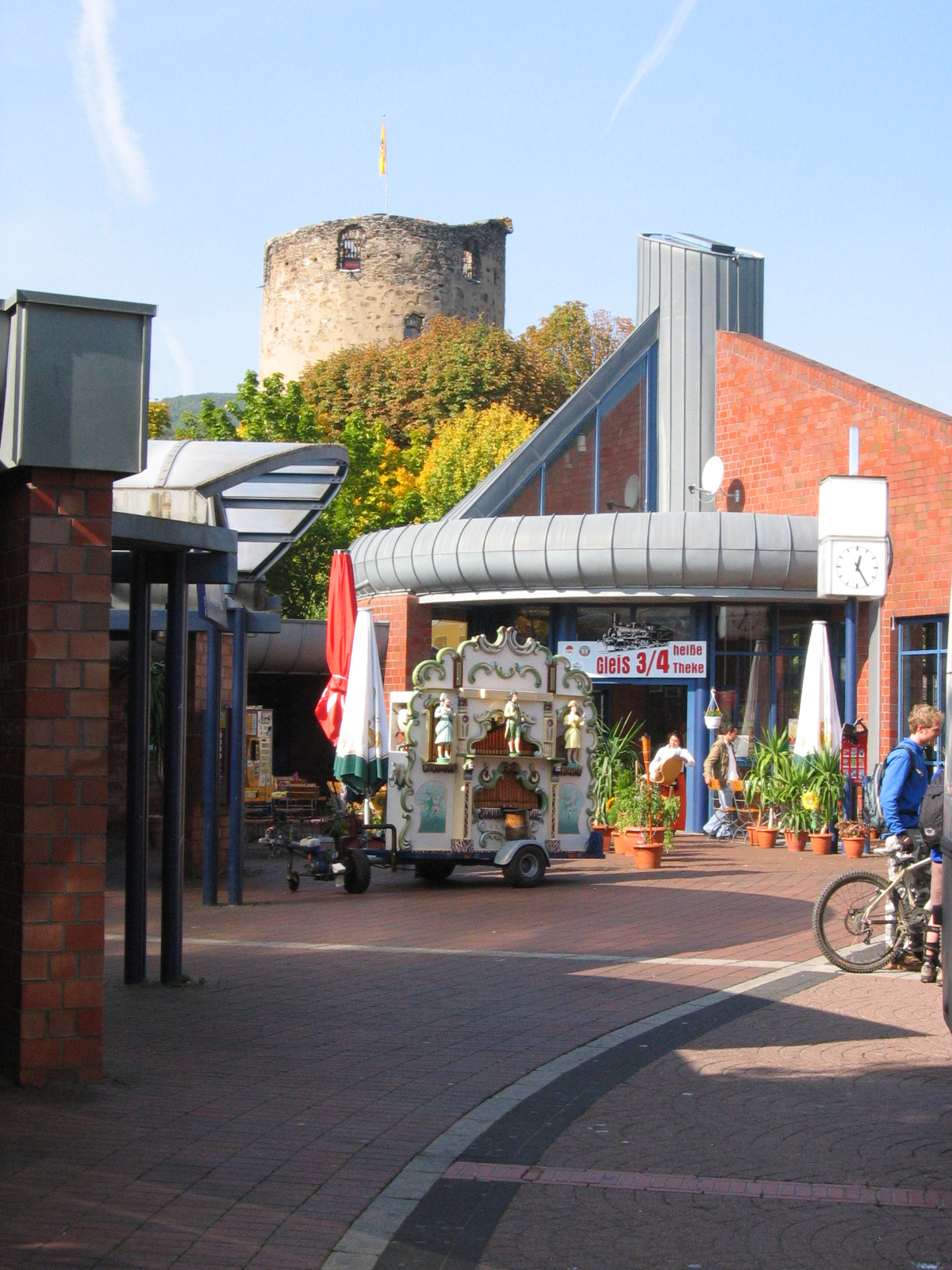
Säuerlingsturm am Bürgermeister-Syrée-Platz

Der Hauptbahnhof von Boppard liegt am westlichen Rand der Innenstadt. Der nördlich der Bahnsteige gelegene Platz trägt den Namen Bürgermeister-Syrée-Platz. Er ist nach Joseph Syrée, dem Bopparder Bürgermeister von 1850 bis 1892, benannt. Südlich des Bahnhofs verläuft die Säuerlingstraße.
Zusammen mit dem Bahnsteig des Haltepunkts Boppard Süd und der Reparaturhalle für die Züge der Hunsrückbahn erstreckt sich der Hauptbahnhof entlang der linken Rheinstrecke etwa vom Mühltal im Westen bis zum Kloster Marienberg im Osten.

## Geschichte

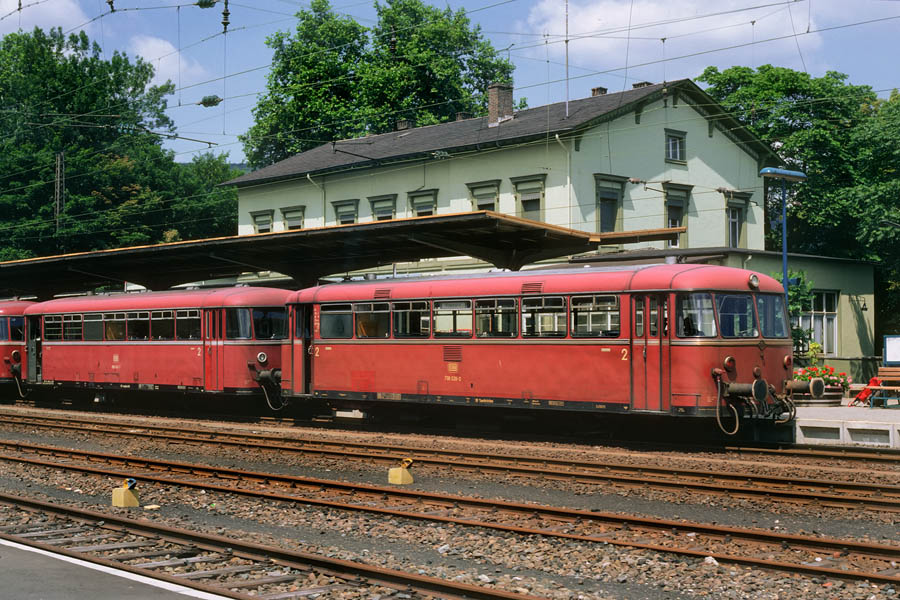
Bahnhof in den 1970er-Jahren

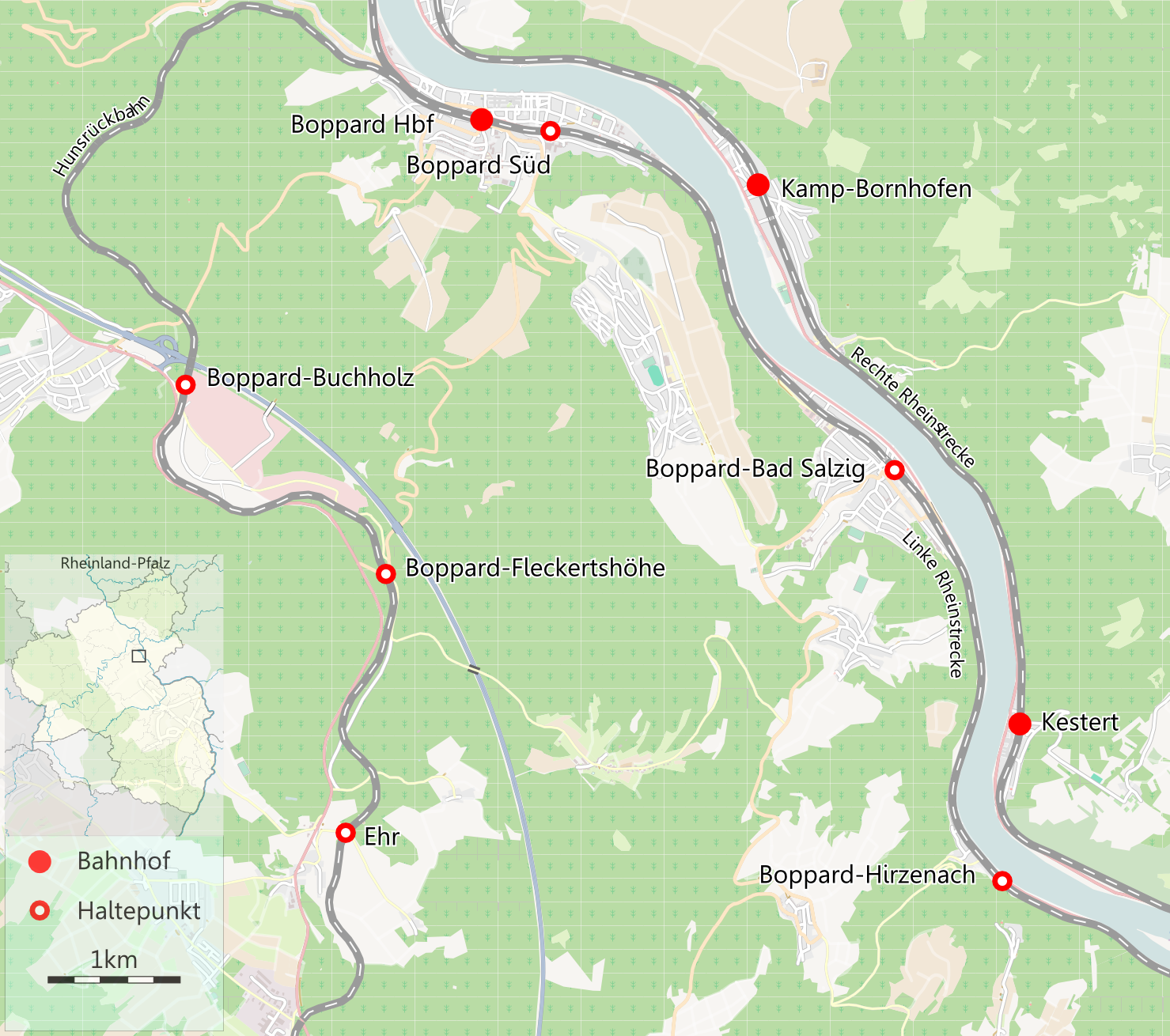
Bahnhaltepunkte in Boppard und Umgebung

Die Rheinische Eisenbahn-Gesellschaft gab 1854 bekannt, dass sie den Weiterbau der linksrheinischen Strecke vom bisherigen Endpunkt Rolandseck bis Bingerbrück plane. Bereits in den Folgejahren begann man mit dem Bau. Insbesondere in den Jahren 1858 und 1859 wurde die Strecke im Bereich der Stadt Boppard errichtet. Während Ingenieure in der Nähe des ehemaligen Klosters St. Martin bereits den Bau des Bahnhofs vorbereiteten, setzte sich in der Bevölkerung allmählich die Erkenntnis durch, dass dieser Platz u. a. aufgrund der Entfernung zum Stadtzentrum wenig geeignet sei. Obwohl sich ein Teil der Bevölkerung und der Gewerbetreibenden für einen Standort östlich unterhalb des Klosters Marienberges aussprachen (nicht weit entfernt vom Standort des heutigen Bahnhofes Boppard Süd), wurde durch die Verantwortlichen auf Seiten der Stadt schließlich der heutige Standort bevorzugt. Da die Eisenbahnverwaltung allerdings bereits erhebliche Vorleistungen getätigt hatte, war zunächst sogar die Entsendung einer Delegation zum damaligen Prinzen von Preußen Wilhelm notwendig, welcher die Örtlichkeiten von einem eigenen Besuch her kannte und sich ebenfalls dafür aussprach, den Bahnhof näher an die Stadt zu verlegen. Erst mit dieser Rückendeckung führten Gespräche in Berlin und Koblenz zu einem Umdenken der Eisenbahnverwaltung und unter hohem finanziellen Aufwand auch seitens der Stadt konnte noch die Verlegung des Bahnhofs an den heutigen Ort erreicht werden. Am 15. Dezember 1859 wurde dann der südliche Streckenabschnitt der linken Rheinstrecke zwischen Koblenz und Bingerbrück in Betrieb genommen.
Zeitgleich wurde auch der Bopparder Bahnhof mit dem zwischen 1858 und 1859 errichteten Empfangsgebäude eröffnet.
Um 1903 begannen die Arbeiten für den Anschluss der Hunsrückbahn an diesen Bahnhof. Letztendlich entschied man sich für eine Trassenführung über den heutigen Stadtteil Buchholz, so dass die Bahnstrecke von Norden an den Bopparder Bahnhof angeschlossen wurde. Jedoch stand der Säuerlingsturm, der zur mittelalterlichen Stadtbefestigung gehörte, im Weg.
Daher wurde der Turm in den Jahren 1906–1908 abgebrochen und mit dünnerer Mauer nördlich seines alten Standpunktes wieder aufgebaut. Im Jahr 1908 wurde die Strecke eröffnet. Auf dem Teilstück Boppard – Boppard-Buchholz überwindet die Bahn einen Höhenunterschied von 336 Metern und gehört somit auch heute noch zu den steilsten Adhäsionsbahnen Deutschlands. Im Zuge der Versetzung des Säuerlingsturm wurde dieser zu einem Wasserturm ausgebaut. Am 10. Februar 1914 wurde „mit Eintritt der Dunkelheit“ für die Einführung der Hunsrückbahn in den Bahnhof ein neues „Doppellichtvorsignale“ in Betrieb genommen, das dem heute noch gebräuchlichen Modell des Formsignals entsprach.
Die Elektrifizierung der linken Rheinstrecke erfolgte im Jahr 1958. Ein wichtiger Schritt zur heutigen linksrheinischen Hochleistungsstrecke war die Modernisierung der Stellwerkstechnik in den 1970er Jahren. Mit den Vor- und Planungsarbeiten für die neuen Signalanlagen im Bezirk Boppard wurde 1974 begonnen. Nach rund zweieinhalbjähriger Bauzeit konnte in der Nacht des 28. August 1977 das Zentralstellwerk Boppard Bf südlich des Bahnhofes in Betrieb genommen werden. Es ersetzte dabei die Wärterstellwerke Nord (ehemaliger Lokschuppen), Mitte (Bahnübergang Flogtstraße) und Süd (Bahnübergang Angert) mit ihren mechanischen Signal- und Sicherungsanlagen aus der Zeit vor dem Ersten Weltkrieg. Zeitgleich wurden auch die Bahnübergänge an der Flogt und am Angert geschlossen.
Im Jahr 1994 wurde das neue Empfangsgebäude in Boppard eröffnet. Das alte, aus dem Jahr 1859 stammende und unter Denkmalschutz stehende, Gebäude musste im Jahr 1989 aufgrund der Verlegung der Bundesstraße 9 abgerissen werden. Da die Abwicklung des Güterverkehrs in Boppard und auf der Hunsrückbahn eingestellt wurde, ließ die Deutsche Bahn ab 1998 Gleise und Weichen im Bahnhof zurückbauen. So wurden insbesondere Gleis 5 und 6 sowie die Güterabfertigung demontiert. Teile dieses freien Geländes gehören heute der Stadt Boppard und dienen als Parkplatz. Überreste von Gleis 5 waren 2010 noch zu sehen.
Zum Sommerfahrplanwechsel am 10. Juni 2001 benannte die Deutsche Bahn den Bahnhof Boppard in Boppard Hauptbahnhof um. Dies geschah auf Initiative des Bopparder Bürgermeisters Walter Bersch. Zu diesem Zeitpunkt hatte Boppard mit dem Bahnhof und den Haltepunkten Boppard Süd, Hirzenach, Bad Salzig, Fleckertshöhe und Buchholz mehr Zugangsstellen für den Personenverkehr als Koblenz.
Seit dem Fahrplanwechsel 2009 ist Rhenus Veniro (seit 2019 als Transdev SE & Co. KG) Betreiber der Hunsrückbahn.

## Zum Bahnhof gehörige Bauwerke und Infrastruktur

### Personenbahnhof

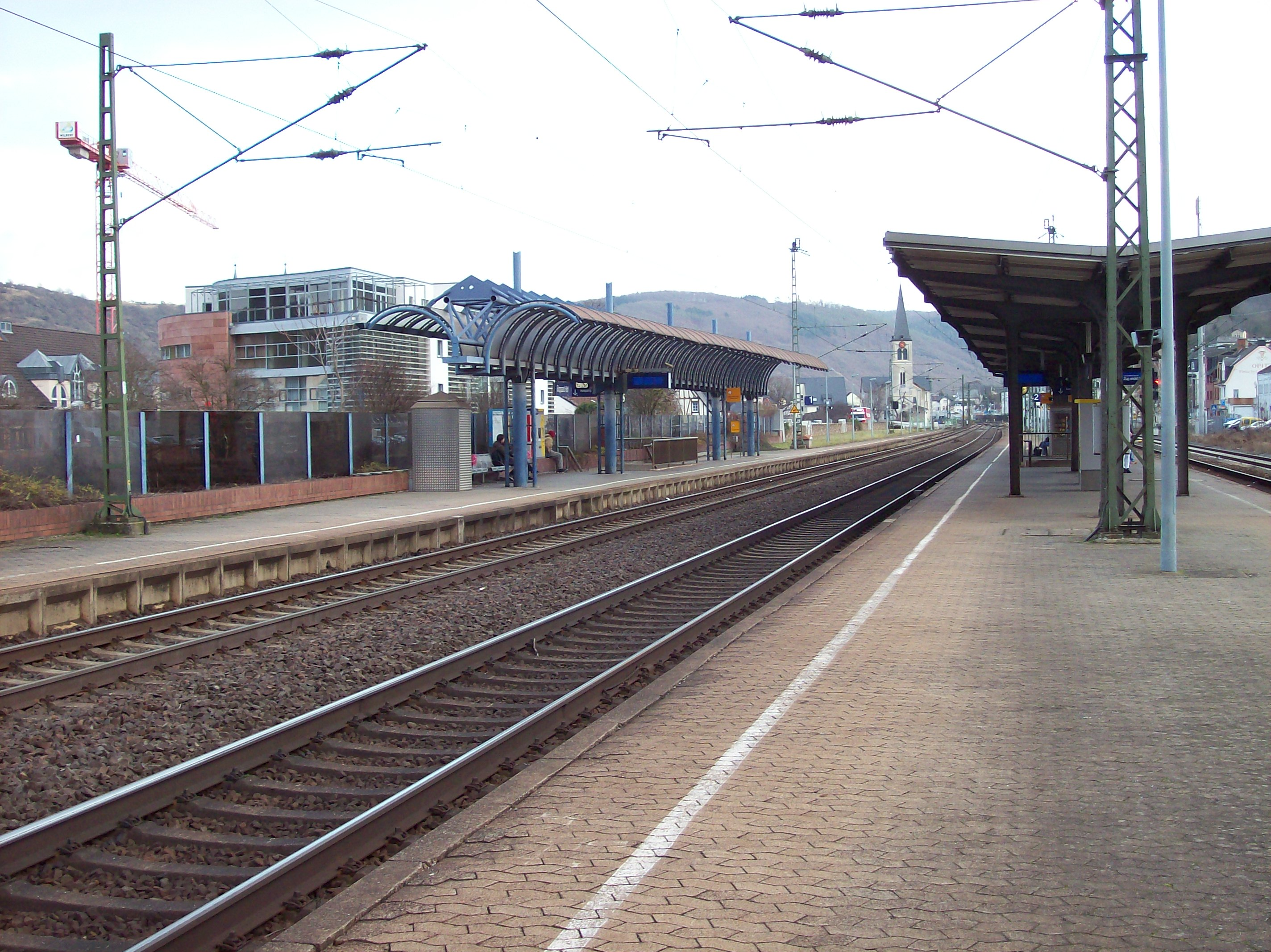
Bahnsteige des Bopparder Bahnhofs

Der Hauptbahnhof verfügt heute über vier durchgehende Gleise, wovon drei auch Bahnsteiggleise sind. Eine fünftes durchgehendes Gleis wurde zurückgebaut. Der (ehemalige) Hausbahnsteig an Gleis 1 hat eine Höhe von 38 cm und eine Länge von 417 m. Der Mittelbahnsteig, der an den Gleisen 2 und 3 liegt, hat ebenfalls die Höhe von 38 cm und eine Länge von 407 m.
Durch eine Personenunterführung werden die Bahnsteige über Treppen (ohne Aufzüge oder Fahrstühle) mit dem Hauptzugang vom Bürgermeister-Syrée-Platz sowie dem Zugang Süd verbunden.
Das ehemalige Empfangsgebäude am Bürgermeister-Syrée-Platz aus den 1990er Jahren ist heute an einen Gastronomiebetrieb verpachtet. Kundeninformation sowie Fahrkartenverkauf erfolgen durch ein privates Unternehmen, welches seinen Sitz am gegenüberliegenden Ende des Bürgermeister-Syrée-Platz hat. Auf beiden Bahnsteigen befinden sich zusätzlich jeweils zwei Fahrkartenautomaten sowie Zugzielanzeiger für das jeweilige Gleis. Außerdem stehen mehrere Lebensmittelautomaten zur Verfügung.
Im südlichen Zugangsbereich zum Hauptbahnhof wurde rund um das Stellwerk eine kostenpflichtige P‍+‍R-Anlage errichtet, diese umfasst 55 Parkplätze.

### Das abgebrochene Empfangsgebäude von 1859

Abgebrochenes Empfangsgebäude, etwa 1900

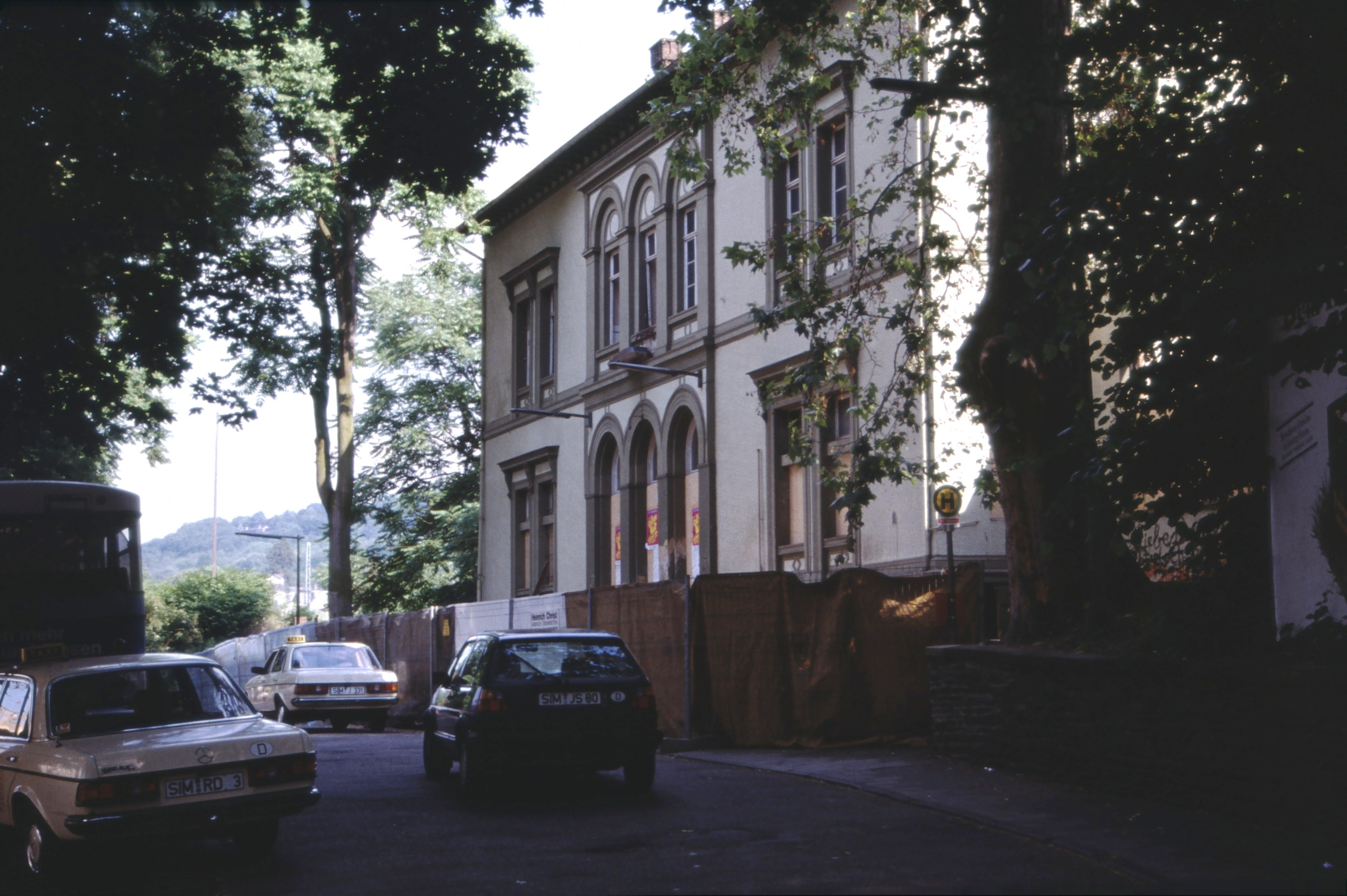
Bahnhofsvorplatz und Fassade des Bahnhofsgebäudes vor Abriss, ca. 1988

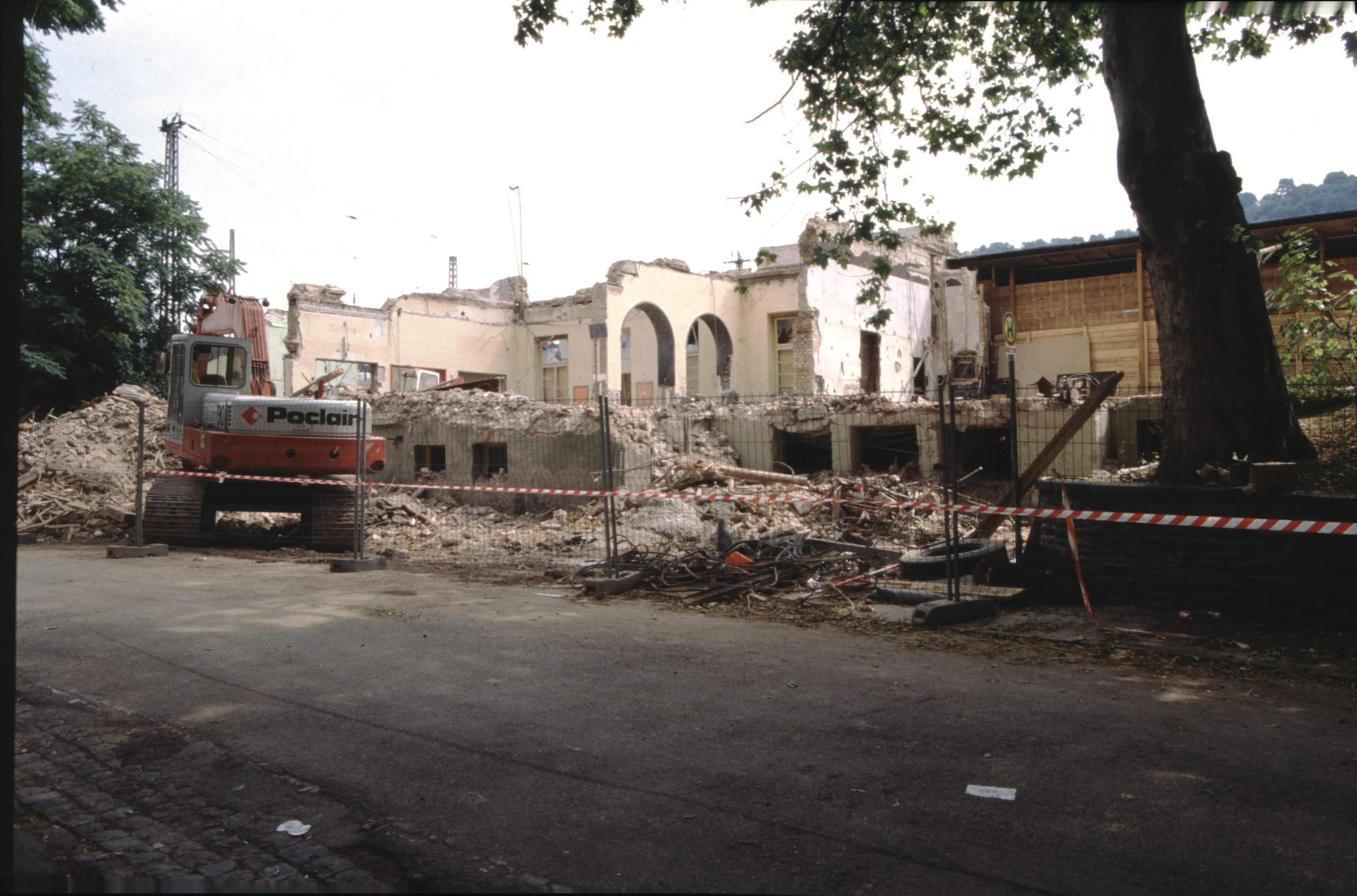
Abriss des alten Gebäudes in den 80er Jahren

Das im Gründerzeitstil erbaute Bahnhofsgebäude wurde zwischen 1858 und 1859 nach den Vorgaben des Architekten Michaelis erbaut und 1859 zusammen mit der linken Rheinstrecke eröffnet. Der Putzbau hatte zur Heerstraße hin einen mit Bäumen bewachsenen Vorplatz. Die andere Seite des Gebäudes befand sich an Bahnsteig 1.
Recht schnell nach der Inbetriebnahme der Hunsrückbahn mehrten sich die Forderungen nach einer Umgestaltung und Erweiterung des Empfangsgebäudes. Unzulängliche Büroräume als auch das Fehlen einer Gastronomie wurden beklagt. Im Jahr 1912 gab es erste Planungen der Reichsbahn zur Modernisierung des Gebäudes. Jedoch aufgrund des Ersten Weltkriegs und der Weltwirtschaftskrise konnten diese Planungen nicht umgesetzt werden. Daher dauerte es noch 25 Jahre bis am Samstag vor Pfingsten im Jahr 1938 die erfolgreiche Renovierung des Empfangsgebäudes gefeiert werden konnte.
Der einstige Wartesaal 3. Klasse wurde aufgelöst und dort der Fahrdienstraum und die Stationskasse untergebracht, die Wartehalle erhielt ein helleres Ambiente und die Toilettenanlagen wurden erneuert. Außerdem wurde die Gastronomie einschließlich der Gartenbewirtschaftung neu errichtet und die Büro- und Diensträume des Bahnhofspersonals erneuert.
Im Jahr 1989 wurde das denkmalgeschützte Empfangsgebäude beim Bau einer Teilumgehung für die Bundesstraße 9 abgerissen.
Das Empfangsgebäude war ein zweigeschossiger, traufständiger Putzbau, dessen Geschossaufteilung wurde an der Außenmauer durch Brüstungsgesims sichtbar. Dieses Gesims und die Fensterrahmungen waren aus hellem Sandstein. Die stadtseitige Außenwand hatte eine dreiteilige Gliederung entsprechend der Verteilung der dahinterliegenden Räume. In der Mitte waren drei gekuppelte Rundbogentüren oberhalb einer Freitreppe. Über den Türen befand sich ein Mäanderfries. Darüber waren drei von kannelierten Pilastern getragene Fensterarkaden mit verblendeten, kreisverzierten Bogenfeldern.
Seitlich befand sich je eine Doppelachse mit hohen Rechteckfenstern, die eine Gesimsverdachung hatten. Auf den Schmalseiten des Empfangsgebäudes befanden sich je drei einfache Fensterachsen mit Verzierungen wie auf der Stadtseite. Die Gebäudeseite zum Gleisbett hin hatte sieben Achsen, wobei die drei mittleren leicht zurücksprangen.
Das Dach des Gebäudes war ein weit ausladendes, schiefergedecktes Satteldach. An den Schmalseiten waren die ausgekragten, hölzernen Konsolbalkten, auf denen das Dach befestigt war zu sehen.

### Stellwerk

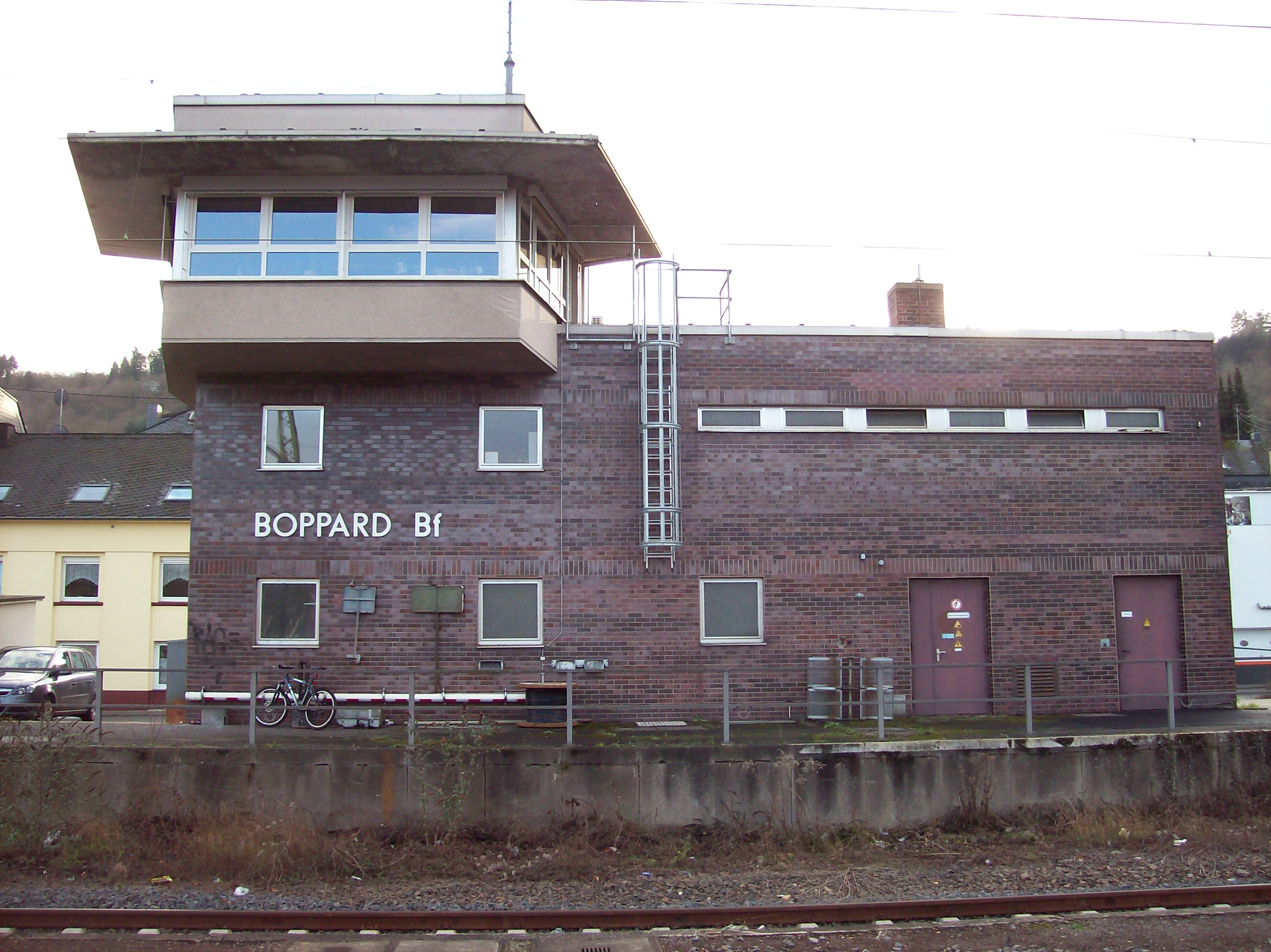
Stellwerk Bf im Bopparder Hauptbahnhof

Südlich der Gleisanlagen befindet sich das 1977 erbaute Stellwerk, es überwacht und steuert die linke Rheinstrecke zwischen Spay und Boppard-Hirzenach.

### Lokbahnhof

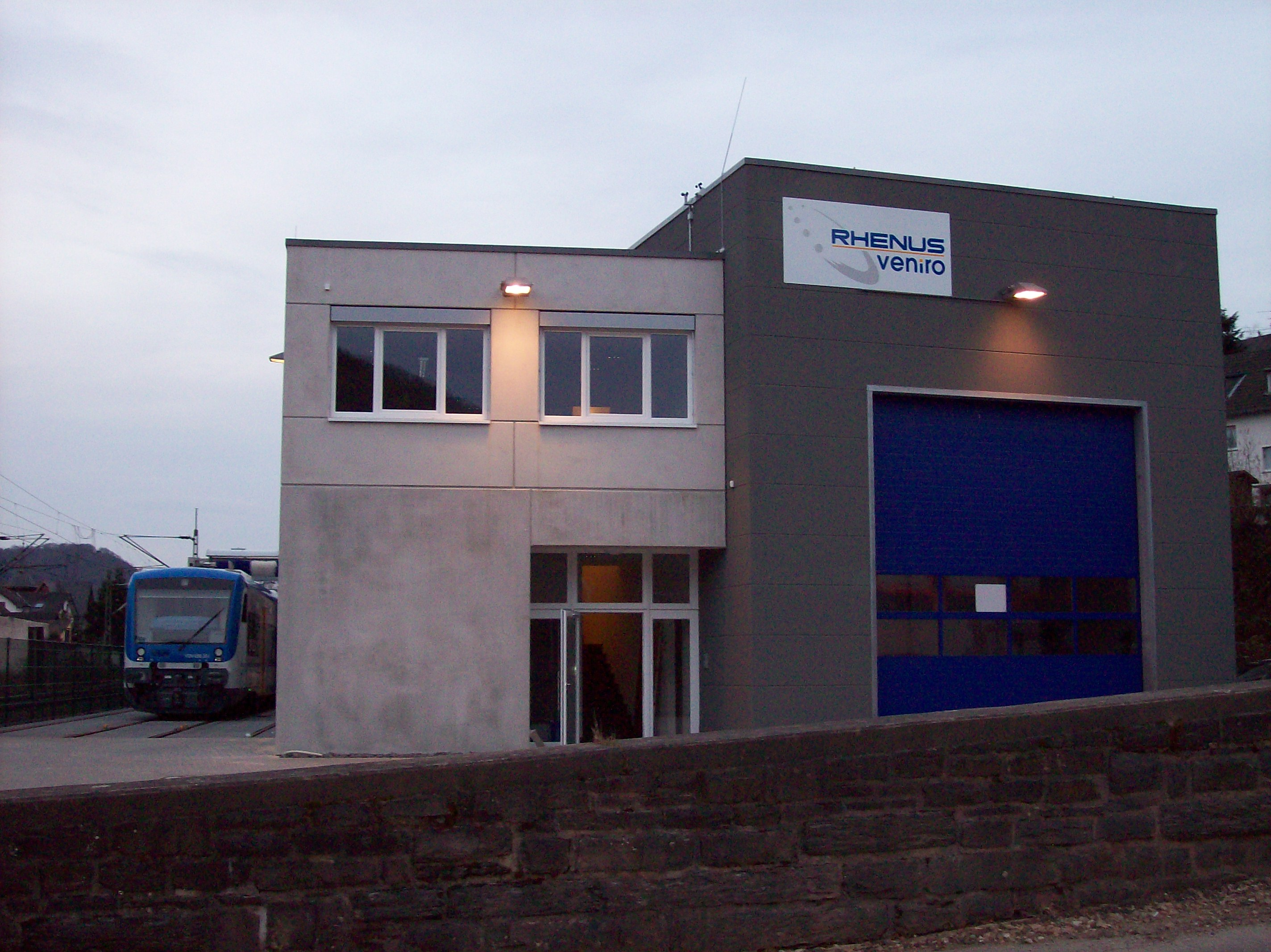
Betriebshof Rhenus Veniro

Um die Zahnradlokomotiven des Typs Preußische T 26, die zwischen 1908 und dem Anfang der 1930er Jahre zwischen Boppard und Buchholz auf der Hunsrückbahn verkehrten, ortsnah zu warten, wurde im Jahr 1909 nordwestlich des Bahnhofs zwischen den Gleisen der Hunsrückbahn und der linken Rheinstrecke ein kleines Betriebswerk errichtet. Selbstständig war es allerdings nicht. In den ersten Jahren wurde der Lokbahnhof von Simmern beziehungsweise von Bingen aus verwaltet.
Ende der 1920er Jahre wurden in den Lokbahnhof Lokomotiven des Typs Preußische T 16.1 mit Gegendruckbremse überführt. Diese ersetzen bis spätestens 1931 die Zahnradlokomotiven der Hunsrückbahn. Am 21. Mai 1937 wurde der Lokbahnhof Boppard wieder dem Betriebswerk Simmern zugeteilt. Aber schon kurze Zeit später am 23. September 1940 wechselte die Zuständigkeit wieder zurück nach Bingerbrück. Zum 1. Dezember 1945 erfolgte dann die nächste Verwaltungsänderung. Der Lokbahnhof wurde nun vom Bahnbetriebswerk Koblenz/Mosel aus verwaltet.
Das Ende des Lokbahnhofs kam wahrscheinlich zusammen mit dem Ende des Güterverkehrs auf der Steilstrecke Boppard–Emmelshausen. Die Lokomotiven T 16 wurden im Juni 1956 nach Oberlahnstein und Engers überstellt. Bis in die 1970er Jahre wurde der ehemalige Lokbahnhof als Lokschuppen für die nun auf der Hunsrückbahn verkehrenden Schienenbusse VT 98 genutzt, bis er dann abgerissen wurde.
Am Platz des ehemaligen Lokschuppens steht heute ein Verwaltungsgebäude, eine Abstell- und Reparaturhalle sowie eine Waschstraße für die Triebfahrzeuge von Transdev, dem Betreiber der Hunsrückbahn. Rhenus Veniro als Vorläufer von Transdev hatte im Jahr 2007 die alte und verfallende Bahnmeisterei der Deutschen Bahn abgekauft und zwei Jahre später dort eine Halle zum Abstellen und Reparieren ihrer Züge gebaut. Die Gleisanlagen des Betriebswerks wurden im Hauptbahnhof wieder an das Streckennetz der Deutschen Bahn angeschlossen.

### Boppard Süd

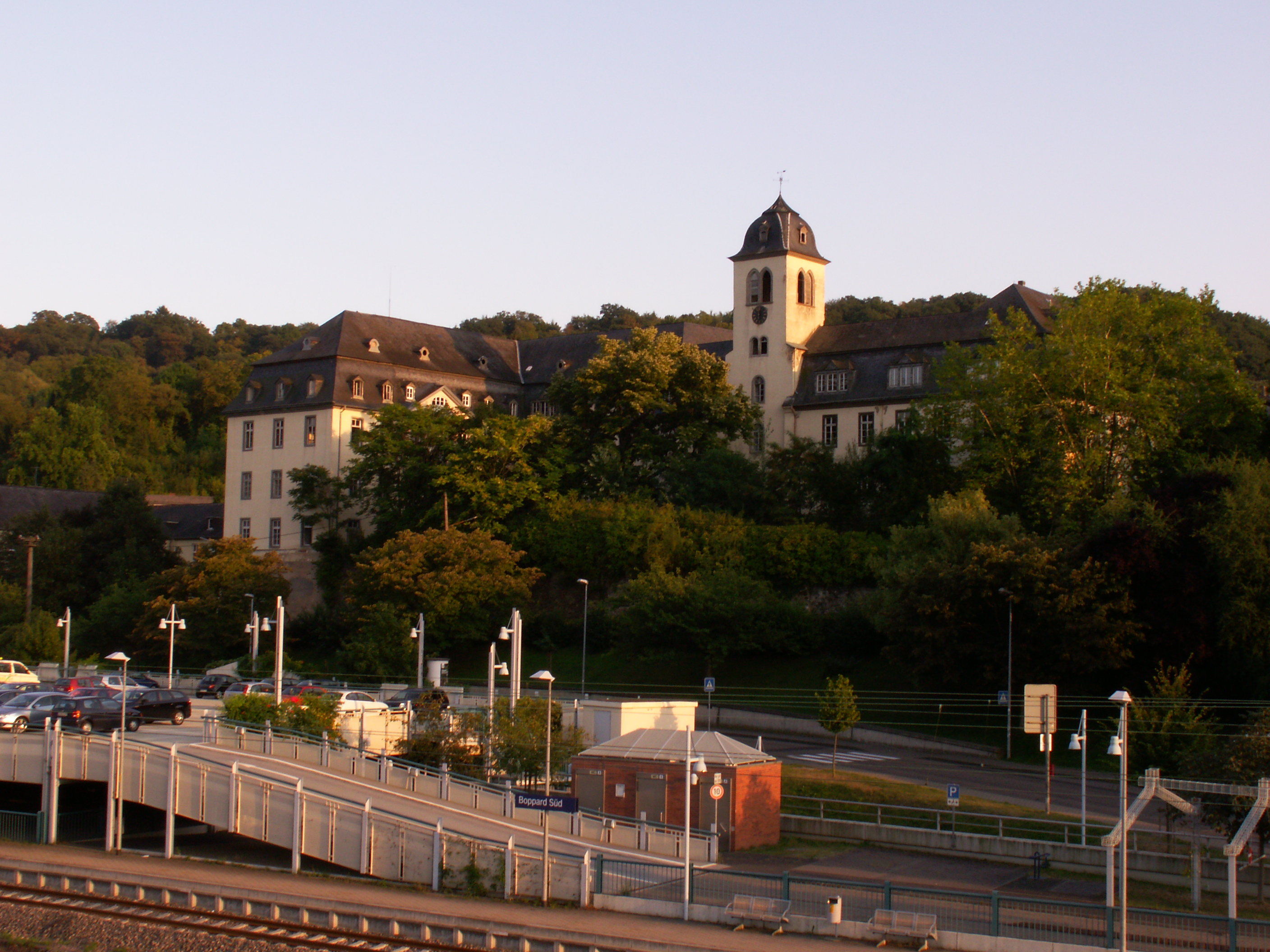
Haltepunkt Boppard Süd unterhalb des Klosters Marienberg

Der Haltepunkt Boppard Süd gehört zu den Gleisanlagen des Bopparder Hauptbahnhofs. Sein Bahnsteig liegt am früher als Abstellgleis genutzten Gleis 17/18. Diese 700 Meter südlich des Hauptbahnhofs gelegene Station ist in die Preisklasse 7 eingeordnet. Nur werktags wird Boppard Süd einmal morgens und zweimal mittags von der Nahverkehrslinie Hunsrückbahn angefahren. Diese Fahrten wurden eingerichtet, um den Weg der Schüler aus Boppard-Buchholz und Emmelshausen zu verkürzen, da sich in der Nähe zwei Schulen befinden.
Inoffiziell existiert dieser Haltepunkt schon seit 1987. Damals beschwerten sich die Eltern der Schüler darüber, dass ihre Kinder vom Bopparder Bahnhof zur Schule laufen mussten, während andere Schüler mit dem Bus bis an die Schule gefahren wurden. Als Konfliktlösung wurde angeboten, die entsprechenden Züge bis zur Holzladerampe unterhalb des Klosters Marienberg, welches in einem Neubau eine Realschule hat, weiterzuführen. Die Freigabe zur Fahrt zwischen Boppard (Haupt)bahnhof und Boppard Süd erfolgte bis zur offiziellen Inbetriebnahme des Haltepunktes durch ein Schutzsignal, das heißt, es handelte sich betrieblich nicht um Zugfahrten.
Erst 1998, mit der Fertigstellung eines Parkhauses an der ehemaligen Holzladerampe, wurde auch ein befestigter Bahnsteig gebaut und der Haltepunkt Boppard Süd offiziell eingerichtet.

## Bedienung

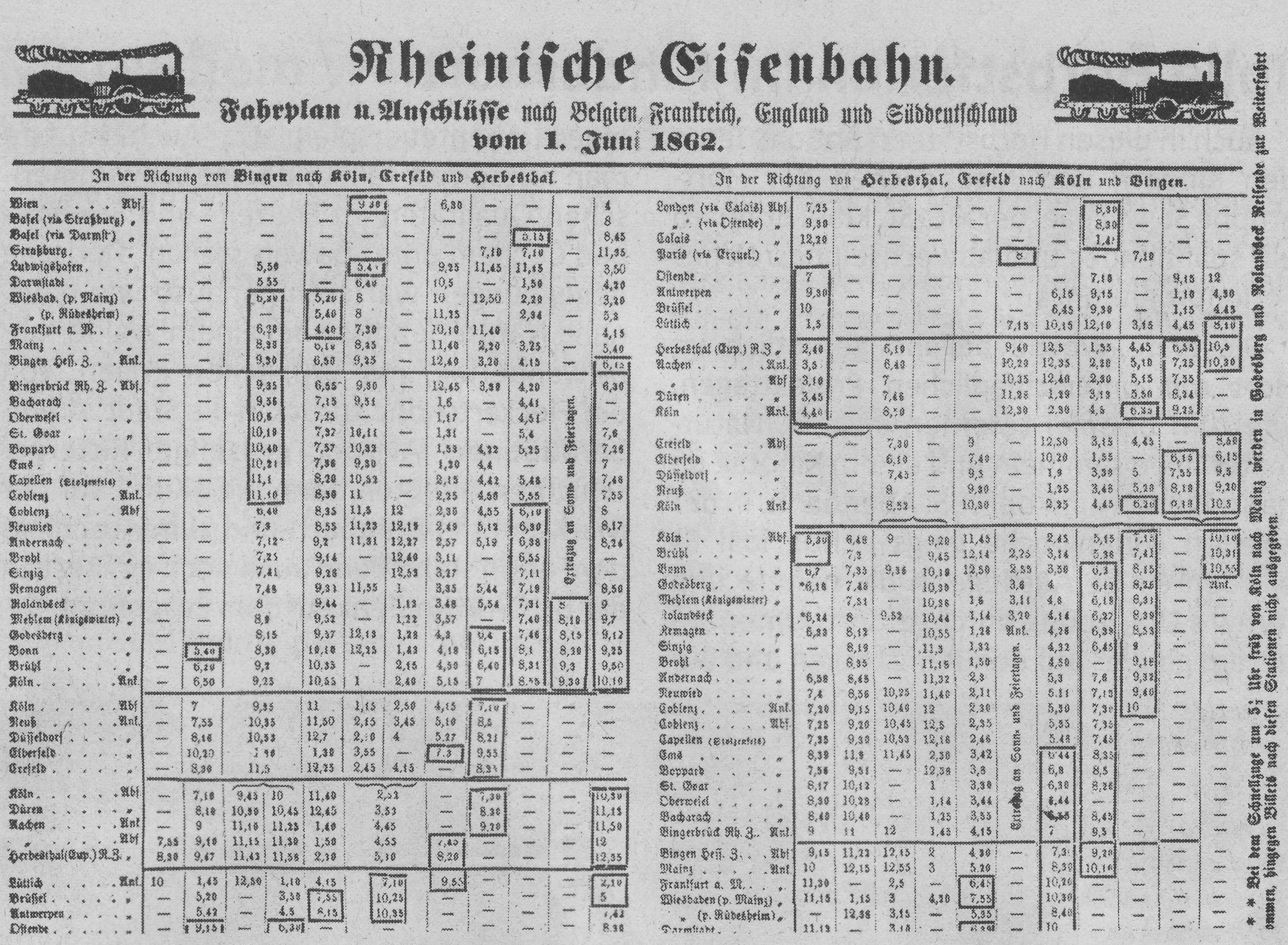
Fahrplan der Rheinischen Eisenbahn aus dem Jahr 1862

In der Regel fahren die Züge Richtung Koblenz von Gleis 1 und die Züge Richtung Mainz von Gleis 2 ab. Gleis 3 wird in der Regel von den Zügen der Hunsrückbahn genutzt. Einige Jahre lange begannen und endeten hier auch Züge, die zwischen Boppard und Koblenz pendelten. Außerdem führt durch den Bahnhof das Gleis 4, das keinen Bahnsteig hat. Es wird außerplanmäßig für Überholungen des Fern- und Güterverkehrs genutzt.

### Personenverkehr
Im Hauptbahnhof Boppard halten früh morgens und spät abends einige wenige Intercitys des Schienenpersonenfernverkehrs. Diese verkehren zwischen Hamburg bzw. Westerland/Sylt und Frankfurt am Main.
Im Schienenpersonennahverkehr wird der Bahnhof seit dem Fahrplanwechsel im Dezember 2016 von zwei Regionalexpress-Linien bedient: Die von DB Regio betriebene Linie verkehrt zwischen Frankfurt und Koblenz und die 2016 neu eingeführte, von Vlexx betriebene Linie pendelt zwischen Kaiserslautern und Koblenz. Die durch trans regio betriebene MittelrheinBahn (Köln – Mainz) bedient Boppard Hauptbahnhof im Stundentakt. Sie wurde 2016 aus der Regionalbahnlinie, die Boppard mit Mainz beziehungsweise Koblenz verbunden hatte, zu einer Regionalbahnlinie umkonzipiert, die zwischen Köln und Mainz pendelt. Die Verstärkerfahrten der alten Linie, die zwischen Boppard und Koblenz verkehrten, entfielen durch die Maßnahme.
Außerdem endet die von Transdev betriebene Hunsrückbahn aus Emmelshausen in Boppard Hauptbahnhof beziehungsweise im Schülerverkehr am Haltepunkt Boppard Süd.
| Linie                    | Verlauf | Takt                                   | Betreiber        |
| ------------------------ | --- | -------------------------------------- | ---------------- |
| RE2                      | SÜWEX: Frankfurt (Main) Hbf – Frankfurt-Niederrad – Frankfurt (Main) Flughafen Regionalbf – Rüsselsheim – Mainz-Bischofsheim – Mainz Römisches Theater – Mainz Hbf – Ingelheim – Bingen (Rhein) Hbf – Bacharach – Oberwesel – Boppard Hbf – Koblenz Hbf Stand: Fahrplanwechsel Dezember 2021 | 120 min (zus. Züge wochentags zur HVZ) | DB Regio Mitte   |
| RE 17                    | Koblenz – Boppard – Bingen – Bad Kreuznach – Kaiserslautern | 120 min                                | vlexx            |
| RB 26                    | MittelrheinBahn: (Köln/Bonn Flughafen –) (nur im Nachtverkehr) Köln Messe/Deutz – Köln Hbf – Köln West – Köln Süd – Hürth-Kalscheuren – Brühl – Sechtem – Roisdorf – Bonn Hbf – Bonn UN Campus – Bonn-Bad Godesberg – Bonn-Mehlem – Rolandseck – Oberwinter – Remagen – Sinzig (Rhein) – Bad Breisig – Brohl – Namedy – Andernach – Weißenthurm – Mülheim-Kärlich – Koblenz-Lützel – Koblenz Stadtmitte – Koblenz Hbf – Rhens – Spay – Boppard Hbf – Boppard-Bad Salzig – Boppard-Hirzenach – Sankt Goar – Oberwesel – Bacharach – Niederheimbach – Trechtingshausen – Bingen (Rhein) Hbf – Bingen (Rhein) Stadt – Bingen-Gaulsheim – Gau Algesheim – Ingelheim – Heidesheim (Rheinhessen) – Uhlerborn – Budenheim – Mainz-Mombach – Mainz Hbf Stand: Fahrplanwechsel Dezember 2021 | 60 min                                 | Trans Regio      |
| RB 37                    | Hunsrückbahn: Emmelshausen – Boppard-Buchholz – Boppard (– Boppard Süd) | 60 min                                 | Transdev Verkehr |
| Stand: 10. Dezember 2023 | |                                        |                  |

Im zweiten Halbjahr 2008 stiegen in Boppard Hauptbahnhof pro Woche durchschnittlich 7221 Personen in einen Zug ein und am Haltepunkt Boppard Süd waren es durchschnittlich pro Woche 435 Menschen. Im Jahr 2022 nutzten täglich zirka 2.000 Reisende den Hauptbahnhof.
Auf dem Vorplatz des Hauptbahnhofs befindet sich eine Bushaltestelle. Hier verkehrt die Buslinie zwischen Koblenz und Boppard und die Buslinien, die die Innenstadt von Boppard und den Ortsteil Buchenau erschließen. Der Nahverkehr von Boppard gehört zum Tarifgebiet des Verkehrsverbund Rhein-Mosel.

### Güterverkehr
Nachdem am 29. Mai 1983 die Teilstrecke Leiningen–Simmern der Hunsrückbahn stillgelegt wurde, wurde der Güterverkehr auf der Hunsrückbahn wieder von Boppard aus betrieben. Dazu wurden in Boppard zwei spezielle Begleitwagen mit den Nummern 950 5 160 und 950 5 975 stationiert, die man bei Güterzügen bis zu 150 Tonnen an deren Zugspitze kuppelte. Bei schwereren Zügen wurde auf den Begleitwagen verzichtet. An dessen Stelle wurde dann die Lokomotive des Personenzugs gekoppelt. Vor allem der Verdichtungsgerätehersteller BOMAG sorgte für den Güterverkehr. Anfang 1996 wurde der Güterverkehr auf der Hunsrückbahn eingestellt. Seitdem hat der Bopparder Bahnhof keine Bedeutung mehr für den Güterverkehr.

## Planungen
Die Bahnsteige des Bopparder Hauptbahnhofs sind nur über Treppen erreichbar, somit ist der Bahnhof nicht barrierefrei. Das Land Rheinland-Pfalz hat beschlossen, alle Bahnhöfe und Haltepunkte des Landes barrierefrei auszubauen. Für den Hauptbahnhof Boppard bedeutet dies, dass Aufzüge gebaut und die Bahnsteige von derzeit 38 beziehungsweise 55 auf 76 Zentimeter über Schienenoberkante erhöht werden müssen.